# EVO-K
EVO-K, pseudonimo di Camilla Canini (Riva del Garda, 16 maggio 1984), è una produttrice discografica, musicista, disc jockey, producer, cantautrice e polistrumentista italiana.
È spesso impegnata in viaggi all'estero e co-produzioni con musicisti, cantanti e disc jockey’s stranieri.
Lo stile delle sue canzoni è EDM e si rifà a una miscela di musica Electro house, Big room house, Vocal House che include talvolta anche influenze da altri stili (Future house, Progressive house, Psy-trance e Jungle Terror).
Ha guadagnato il successo internazionale nel Novembre del 2013 grazie al Remix di Walk This Way celebre canzone della rock band statunitense degli Aerosmith, incluso in un album con le hits Adagio for Strings di Tiësto e Blasterjaxx ed Esther di Afrojack.
Nel dicembre 2014 la Canzone Call Of Ancient Love viene pubblicata dalla Universal Music Group e distribuita in Italia all’interno di Hit Mania 2015, raggiunge la posizione numero 70 della classifica iTunes, la posizione numero 15 della classifica iTunes italia e arriva alla posizione numero 4 nelle classifiche italiane ufficiali - FIMI (Federazione Industria Musicale Italiana) per ben 8 settimane, diventando così la prima dj femmina e produttrice discografica italiana a raggiungere questo importante traguardo.
A gennaio del 2016 firma il primo contratto discografico con SAIFAM, la più grande Etichetta discografica italiana ed esce così il singolo Amazonas (The Colors Of Love) che verrà nello stesso anno ripubblicato anche dalla Sony Music Denmark e Disco:wax sotto la direzione del Disc jockey danese MORTEN (Morten Breum).
A febbraio 2019 firma un nuovo contratto discografico con l’Etichetta discografica italiana Media Records di Gianfranco Bortolotti ed esce il singolo Breakaway cantato dallo statunitense Nathan Brumley.

## Biografia

### Primi anni
Nata a Riva del Garda (Italia) da genitori italiani. La passione per la musica di Camilla nacque sin da bambina, quando iniziò a suonare la chitarra, all'età di dodici anni scrive i suoi primi testi e compone melodie. A quindici anni inizia a far parte come cantante e chitarrista di rock band molto attive nella regione Trentino-Alto Adige, esibendosi nei primi concerti live e successivamente sperimentando diversi generi musicali. Ascolta inoltre moltissimo i Bon Jovi, Aerosmith, Queen, George Michael, The Police, The Rolling Stones riproponendo live tutti i loro pezzi più famosi. Dopo il Liceo scientifico, si iscrive all’"Accademia Musica Moderna" di Verona dove studierà canto moderno (Tecnica del canto). Terminata l’Accademia viene selezionata da Red Canzian dei Pooh che le assegna una borsa di studio per frequentare il LIPA (Liverpool Institute for Performing Arts, Luoghi beatlesiani) di Paul McCartney (celebre bassista dei The Beatles) a Liverpool dove si specializza in Musica, Spettacolo, Teatro e Sound Technology.
EVO-K per creare musica usa in studio Logic Pro X.

### 2010-2019: gli esordi e la carriera
A giugno del 2010 fa il suo più grande concerto live in Germania con la dance band Evolution in qualità di unici special guest italiani del Berliner Christopher Street Day esibendosi per la prima volta davanti a un pubblico di 250.000 persone alla Porta di Brandeburgo. La notte stessa si esibisce in un secondo concerto sempre con la band Evolution allo storico Maria am Ostbahnhof di Berlino. Dal 2013 diventa partner della casa produttrice tedesca di strumentazione per Disc jockey Reloop, nonché unica ambasciatrice italiana.
A luglio 2015 esce il brano inedito Soviet co-prodotto insieme all’artista tedesco Kaizer e distribuito in tutto il mondo dalla Universal Music Group, la cui melodia richiama il tema della famosa canzone russa Kalinka del 1860. Questa canzone debutta in tempi brevissimi alla posizione numero 53 delle classifiche iTunes (19 luglio 2015), circa un mese dopo arriva alla più alta posizione numero 24 sempre delle classifiche di iTunes (4 agosto 2015) e rimane per 7 settimane nelle classifiche italiane ufficiali - FIMI (Federazione Industria Musicale Italiana). Il brano viene inserito nella compilation Hit Mania Estate 2015 mixata dal disc jockey Mauro Miclini di Radio Deejay.
Lo stesso brano viene inserito anche nell’Album di MTV (Italia) Pop Mania - Top World Hits che include anche le canzoni di Avicii, Pitbull (rapper) e R3hab.
Nell'aprile del 2016 il singolo Ocean featuring il giovane talento indiano Prithvi Sai, pubblicato dalla Record label americana Peak Hour Music arriva rapidamente alla posizione 14 delle classifiche di vendita di Beatport ed è ufficialmente supportato da Tritonal, Quintino e i djs italiani Marnik, suonata come canzone di apertura al Quintino’s SupersoniQ Radio show nel SiriusXM Electro - Sirius Satellite Radio e premiata dal produttore discografico americano Lucky Date al Who's Lucky Radio.
Il 13 maggio 2016 esce la sua seconda canzone con l’Etichetta discografica italiana SAIFAM ed è intitolata Primitive, la particolarità negli arrangiamenti tribali di questo brano fanno sì che venga supportato dalle etichette discografiche Refune di Sebastian Ingrosso, Dim Mak Records di Steve Aoki e Mixmash Records di Laidback Luke, raggiungendo la posizione numero 20 delle classifiche di vendita di Beatport.
Il 18 maggio 2018 il singolo Butterfly co-prodotto insieme all'algerino Aston Vegas e distribuito in Italia da Universal Music Group, viene inserito nella compilation Hit Mania Spring 2018 mixata dal disc jockey Mauro Miclini di Radio Deejay, che include fra le altre anche le hits di David Guetta, Afrojack, Hardwell, Dannic, Tujamo, Martin Jensen, Mike Williams, Lost Frequencies, Thirty Seconds to Mars, Pink (cantante) e gli italiani Thegiornalisti, Cesare Cremonini, Benji & Fede, pubblicata in versione cofanetto da quattro dischi (4 CD) in cui è presente anche lo speciale Live'N'Love.
Ha anche realizzato remix ufficiali per artisti italiani come Neja (Restless, 2018).
Il 25 gennaio 2019 esce la sua prima canzone con l’Etichetta discografica inglese Harmor Records, intitolata Touch e featuring (Collaborazione musicale) gli AAA (gruppo musicale), che l'8 febbraio 2019 raggiunge la posizione numero 47 delle classifiche di vendita di Beatport e il 12 giugno arriva alla posizione 235 nelle 500 migliori classifiche internazionali Big room house del 2019.

## Discografia

### Singoli
- 2012 - More (Truth Takes Time)
- 2012 - 2Day
- 2013 - Can't Wait To See You
- 2013 - Go 4 Gold (con Conte DBM)
- 2013 - Crooked (Addicted Mix) (con Bassmann)
- 2013 - Crooked (Original Mix) (con Bassmann)
- 2013 - Truth Takes Time (con JOGI)
- 2013 - Miracle
- 2013 - Forbidden (con Youzarsif)
- 2013 - Hooked
- 2013 - Paranoid (Unconventional Mix) (con Beatronik)
- 2013 - Paranoid (Alternative Radio Edit)
- 2013 - Paranoid
- 2014 - Can't Wait To See You
- 2014 - Miracle (Original Mix)
- 2014 - Crooked (con Bassmann)
- 2014 - Wet 'N' Wild
- 2014 - Forbidden (con Youzarsif)
- 2014 - You Got Me (con Itan Craft)
- 2014 - You Got Me (Radio Edit)
- 2014 - You Got Me (Vocal Mix)
- 2014 - Call Of Ancient Love
- 2015 - Paradiso (con Kaizer)
- 2015 - You Got Me (Original Mix)
- 2015 - Mongolia Revolution 2071 (Instrumental)
- 2015 - Mongolia Revolution 2071 (Original Mix)
- 2015 - You Got Me (Vocal Mix)
- 2015 - Miracle (Original Mix)
- 2015 - 2DAY (Original Mix)
- 2015 - On the Way to India (con Mattis Coe)
- 2015 - Crackerjack (con Code-A)
- 2015 - Soviet (con Kaizer)
- 2016 - Rush in Times (con Tellur)
- 2016 - Amazonas (The Colors Of Love) - Radio Edit
- 2016 - Amazonas (The Colors Of Love) - Extended Mix
- 2016 - Oceans (con Prithvi Sai)
- 2016 - Primitive (Original Mix)
- 2017 - Heart Drop (con Nathan Brumley e Aston Vegas)
- 2017 - Scandal (con Bass Bodhi)
- 2017 - Fragile (con Nathan Brumley e Aston Vegas)
- 2017 - Renaissance (Original Mix)
- 2017 - Go Down (con VOB e StolenKidz)
- 2017 - Eyes On You (Original Mix) (con Nathan Brumley)
- 2017 - Scrubs (Original Mix) (con Aston Vegas)
- 2017 - Miracle (Official 2017 Remode)
- 2018 - Panther (con Tellur) (Wildrun Records, IHU Music Group - Armada Music)
- 2018 - Butterfly (Original Mix) (con Aston Vegas)
- 2019 - My Way (Original Mix) (con AAA (gruppo musicale))
- 2019 - Touch (Original Mix) (con AAA (gruppo musicale))
- 2019 - Breakaway (Original Mix) (con Nathan Brumley e AAA (gruppo musicale)) (First Planet - Media Records)
- 2019 - 4Ever (Original Mix)
- 2019 - Torn (Original Mix) (con Anubis)
- 2021 - Close for Comfort
- 2022 - Infinite Metaphor

### EPs
- 2013 - Go 4 Gold
- 2013 - Miracle
- 2013 - Paranoid
- 2014 - You Got Me
- 2016 - Amazonas / Firewall (con Jayden Jaxx) (Disco:wax - Sony Music Denmark)
- 2017 - Fragile
- 2017 - Miracle 2017
- 2018 - Evasion

### Mix CD
- 2013 - Ravers Digest (February 2013) - Can't Wait To See You
- 2013 - Midem Music Sampler 2013 - Go 4 Gold (con Conte DBM)
- 2013 - Sound Masters Radio Show Winter Compilation - Walk This Way (EVO-K Remix)
- 2014 - One Year of Toolstyle Records Ibiza - Crooked
- 2015 - Ibiza Hard Dance: Energy Dance Mix - Las Salinas - Soviet (con Kaizer) (Hit Mania)
- 2015 - Dubai House - Mongolia Revolution 2071
- 2015 - Hit Mania 2015 - Call Of Ancient Love
- 2015 - Hit Mania Estate 2015 - Soviet (con Kaizer)
- 2016 - Most Rated Club Tunes 2016 - Amazonas (The Colors Of Love)
- 2016 - 100% Los Cuarenta Beach Summer 2016 - Primitive (The Saifam Group)
- 2016 - Primitive Session - The Sound Of Nature - Primitive
- 2016 - Deeay Matter Vol. 1 - Primitive
- 2016 - Most Rated Tribal Tunes - Amazonas (The Colors Of Love)
- 2016 - I Love the Nightlife 2016 - Amazonas (The Colors Of Love)
- 2016 - Amazonas (The Colors Of Love) / Firewall - (con Jayden Jaxx) (Disco:wax - Sony Music Denmark)
- 2016 - Ade (Amsterdam Dance Event) 2016 - Oceans (con Prithvi Sai)
- 2016 - Massive Dancefloor Tunes - Primitive
- 2016 - Noise Control: Best Of 2016 - Oceans (con Prithvi Sai)
- 2017 - 50 Platinum Hits Club Tracks - Primitive (The Saifam Group)
- 2017 - We Are Italo - More (Truth Takes Time) [Digital Tides]
- 2017 - Future House Essentials, Vol. 05 - Heart Drop (con Nathan Brumley e Aston Vegas)
- 2017 - Hit Mania Spring 2017 - Club Version - Renaissance (Hit Mania)
- 2017 - Masters of House and Electric Vibes - Primitive
- 2017 - 50 Top Club Hits - Primitive
- 2017 - Dirty Bass Drops Vol.6 - Miracle
- 2017 - Top 40 Club Trax Collection - Primitive
- 2017 - House Party Records Presents HOUSE RULES MIAMI 2017 - Scandal (con Bass Bodhi)
- 2017 - House Party Records Presents HOUSE RULES VEGAS 2017 - Go Down (con VOB e StolenKidz)
- 2017 - Coldwave FAM, Christmas Edition - Fragile (con Coldbeat); Miracle (con leeium)
- 2018 - Coldwave Collections - New Year Edition Vol. 3 - Fragile (con Jay Quanta); Miracle (con Superoxide)
- 2018 - The Best Of Coldwave 2017, Part 1 - Fragile (con Nathan Brumley e Aston Vegas)
- 2018 - The Best Of Coldwave 2017, Part 2 - Miracle (Official 2017 Remode)
- 2018 - Monsters of Mykonos Edm 2018 - Amazonas (The Colors of Love) [Radio Edit]
- 2018 - Essential Formentera Edm Hits 2018 Edition - Amazonas (The Colors of Love) [Radio Edit]
- 2018 - Complextro Drops - Miracle (con Coldbeat)
- 2018 - Fstvl Madness - Pure Festival Sounds, Vol. 22 - Panther (con Tellur) (IHU Music Group - Armada Music)
- 2018 - Complextro Drops - Miracle (con Coldbeat)
- 2018 - Electro House Bangers - Miracle
- 2018 - Complextro Drops Vol. 2 - Truth Takes Time (con JOGI)
- 2019 - Glamorous Club Grooves - Future House Edition Vol. 16 - Heart Drop (con Nathan Brumley e Aston Vegas)
- 2019 - Best of Future House, Vol. 23 - Heart Drop (con Nathan Brumley e Aston Vegas)
- 2019 - Ultra Miami Selection, Vol. 1 - Touch (con AAA)
- 2019 - Club Sessions, Vol. 2 - Touch (con AAA)
- 2019 - Future House Vibes Vol. 17 - Touch (con Nathan Brumley e Aston Vegas)
- 2019 - The Definition Of Future House Vol. 18 - Heart Drop (con Nathan Brumley e Aston Vegas)
- 2020 - Futuristic House Vol. 10 - Heart Drop (con Nathan Brumley e Aston Vegas)
- 2021 - Ultimate Cardio Collection 012 - Freedom Of Speech (EVO-K Remix)
- 2022 - Top Power Lifting Edm 2022 - Primitive (Fitness Version 128 Bpm)
- 2022 - I Love Hard Dance 2022 - Amazonas (The Colors Of Love) (Extended Mix)
- 2022 - Big Dubai Club Trax 2022 - Amazonas (The Colors Of Love) (Extended Mix)

### Remix
- 2013 - Go 4 Gold (Conte DBM Remix)
- 2013 - Go 4 Gold (con Conte DBM, Jessie Pink Remix)
- 2013 - More (D-Solve Remix)
- 2013 - Miracle (Coldbeat Remix)
- 2013 - Aerosmith & Run-DMC - Walk This Way (EVO-K Remix)
- 2014 - Paranoid (Footfull Remix)
- 2014 - Wet 'N' Wild (Digital Fracture & WiseLabs Remix)
- 2015 - 2Drops - Freedom Of Speech (EVO-K Remix)
- 2016 - Amazonas (The Colors Of Love), (EVO-K Workout Remix)
- 2016 - Amazonas (The Colors Of Love), (EVO-K 150 BPM Remix)
- 2017 - Fragile (Jay Quanta Remix)
- 2017 - Fragile (Coldbeat Remix)
- 2017 - Miracle (Superoxide Remix)
- 2017 - Miracle (leeium Remix)
- 2018 - Neja - Restless (EVO-K 20yrs Remix), (The Saifam Group)

## Altre attività

### Tour
- 2010 - Prime date in Italia, Germania, Francia ed Egitto del progetto EVO-K a 2 elementi (con Antonio Bianchi: batteria, percussioni, sintetizzatore)
- 2011 - Rebirth Tour in Italia e Stati Uniti[17] (con Antonio Bianchi: batteria, percussioni, sintetizzatore)
- 2013 - Save The World Tour in Italia[18][19] e Spagna
- 2014 - Destination Tour (Italia, Spagna, Stati Uniti, Egitto, Indonesia)
- 2015 - Destination Tour - Asia Edition[20] (Italia, Sri Lanka, India, Cina, Malaysia, Thailandia, Filippine, Hong Kong)[21]
- 2016 - Revolution Tour (India, Hong Kong, Inghilterra, Cina, Malaysia[22], Filippine)
- 2017 - Together Tour
- 2018 - Remix My....Tour
- 2019 - Remix My....Tour - Live 2.0
- 2022 - The Italian EVO-K EVO-lution hot world tour [23]

## Carriera sportiva
Nel 2007 parallelamente alla musica inizia a dedicarsi a quella che poi diventerà la sua più grande passione sportiva: il Kitesurfing.
A luglio 2017 EVO-K diventa anche team rider dell'olandese Peter Lynn Kiteboarding e dopo molti anni di intensa attività sportiva che è sempre andata di pari passo con la sua attività musicale, è fra le poche donne italiane che si certifica professionalmente come istruttrice IKO - International Kiteboarding Organization.